# لاسينا ديابي
لاسينا ديابي (بالفرنسية: Lassina Diaby)‏ (مواليد 5 أغسطس 1992) هو لاعب كرة قدم إيفواري، ويلعب في مركزي راس حربة و مهاجم آخر يملك الجنسية العاجية يمتلك جواز سفر قطري مما يتيح له المشاركة في البطولات الخارجية لاعب قطري يمتاز بالبنية الجسمانية وحس التهديف.

## تاريخ
لاعب لنادي لخويا اعير لنادي قطر موسم 2010-2011 ورجع للخويا 2011-2012 وسجل ثلاثة أهداف مع الفريق الأول وهداف دوري الرديف مع لخويا بـ 18 هدفا وفي موسم 2012-2013 تعرض للرباط الصليبي في بداية الموسم وسجل حضورا في تدريبات النادي في نهاية الموسم بعد شفائه من الإصابة ولعب موسم 2013-2014 إلى جانب نادي لخويا القطري بعدها، ثم تمت إعارته إلى أندية الغرافة والخور، ثم انتقل بعدها إلى الخريطيات ثم نادي صحم العماني ونادي القادسية الكويتي ثم نادي الخليج السعودي ثم نادي الباطن ونادي النجوم ونادي الصقر السعودي.

## روابط خارجية
- لاسينا ديابي على موقع قاعدة بيانات كرة القدم.إي يو (الإنجليزية)
- لاسينا ديابي على موقع Soccerway.com (الإنجليزية)